# Combate de Puerto Hilario
El combate de Puerto Hilario fue un enfrentamiento bélico de la guerra colombo-peruana ocurrido el 13 de marzo de 1933, en el río Cotuhé donde se encontraba una guarnición peruana. 

## El combate
El 13 de marzo las fuerzas colombianas después de su victoria en Tarapacá avanzan por el Trapecio Amazónico movilizando a la cañonero Pichincha con las lanchas blindadas Magdalena y Margarita al mando del General Efraín Rojas, empiezan el desembarco de 180 hombres del batallón Juanambú, intentando ocupar el puesto de vigilancia de Puerto Hilario sobre el río Cotuhé (cerca de Buenos Aires entre Cerro Tarapacá y Leticia). Fueron obligadas a reembarcarse en sus lanchas al tropel por la férrea defensa terrestre y el ataque de dos escuadrillas (6 aeronaves) de la aviación peruana que causó bajas sobre la cubierta de la Pichincha. El subteniente EP Antonio Cavero M. capturó un pabellón colombiano.

## Consecuencias
A pesar de lograr la victoria las fuerzas colombiana logran el dominio total de la zona norte del Trapecio amazónico días más tarde luego de tomar Buenos Aires, obligando a las tropas peruanas a retirase a Leticia.